# 裂鯨口魚
裂鯨口魚為輻鰭魚綱鯨頭魚目倣鯨科的其中一種，分布於全球三大洋熱帶至溫帶海域，屬深海魚類，棲息深度1500-3620公尺，體為深褐色，體長可達11.8公分。